# Réserve mondiale de semences du Svalbard
La Réserve mondiale de semences du Svalbard (en norvégien : Svalbard globale frøhvelv ; en anglais : Svalbard Global Seed Vault, litt. « Chambre forte mondiale de graines du Svalbard »), est une chambre forte souterraine sur l'île norvégienne du Spitzberg destinée à conserver dans un lieu sécurisé des graines de toutes les cultures vivrières de la planète et ainsi préserver la diversité génétique. Le projet a été réalisé par l'architecte Peter W. Søderman.
Ce site a été choisi parce que le climat et la géologie du Spitzberg se prêtent parfaitement à un tel projet de conservation et que les pays scandinaves sont fortement impliqués dans ce dernier.
Creusée près de la petite ville de Longyearbyen (1 900 habitants) sur l'île du Spitzberg à environ 1 120 km du pôle Nord, cette chambre forte est gérée par un accord tripartite entre le gouvernement norvégien, l'organisation internationale Global Crop Diversity Trust et la banque génétique nordique (une coopération des États scandinaves sous l'autorité du Conseil des ministres nordiques).
La première pierre a été posée le 19 juin 2006 en présence des premiers ministres de Norvège, de Suède, de Finlande, du Danemark et d'Islande. L'inauguration officielle a eu lieu le 26 février 2008.
Le 27 mars 2017, un deuxième bunker a été construit sur l'île, destiné à protéger des données telles que des textes, photos ou vidéos : l'Arctic World Archive (en).
En mai 2017, la chambre forte a été inondée, le pergélisol ayant fondu sous l’effet du réchauffement climatique, sans pour autant endommager les réserves de graines,,.

## Histoire
La banque génétique nordique a stocké un germoplasme de plantes de Scandinavie au Svalbard depuis 1984 dans une mine de charbon abandonnée. La banque génétique nordique a ainsi entreposé plus de 10 000 échantillons de plus de 2 000 cultivars de 300 espèces différentes sur plusieurs années. En plus, une double sauvegarde avec un échange croisé d'échantillons de graines d'Afrique du Sud avec celles de la collection scandinave a eu lieu pendant quelques années. Les deux collections, scandinave et africaine, seront transférées au Svalbard Global Seed Vault.

## Financement
Le gouvernement norvégien a financé la totalité des presque 8 millions de dollars du coût de la construction. Le Global Crop Diversity Trust a joué un rôle clé dans le projet de création de cette chambre forte et dans la coordination des acheminements d'échantillons des graines du monde entier vers cette chambre forte avec la coopération de la banque génétique nordique. Le Trust fournira l'essentiel du financement du fonctionnement tandis que le gouvernement norvégien financera l'entretien de la structure.
| Donateurs  | Parts  |
| ---------- | ------ |
| États      | 72,0 % |
| Fondations | 23 %   |
| Sociétés   | 5 %    |
| Autres     | < 1 %  |

La fondation Gates a fourni 20 093 482 dollars pour aider les pays en voie de développement et les centres internationaux de recherche agricole pour le conditionnement et l'acheminement vers le Spitzberg des graines. Un conseil international a été créé pour superviser et conseiller le projet avec des représentants de l'Organisation des Nations unies pour l'alimentation et l'agriculture, du Groupe consultatif pour la recherche agricole internationale et d'autres institutions.

## Construction

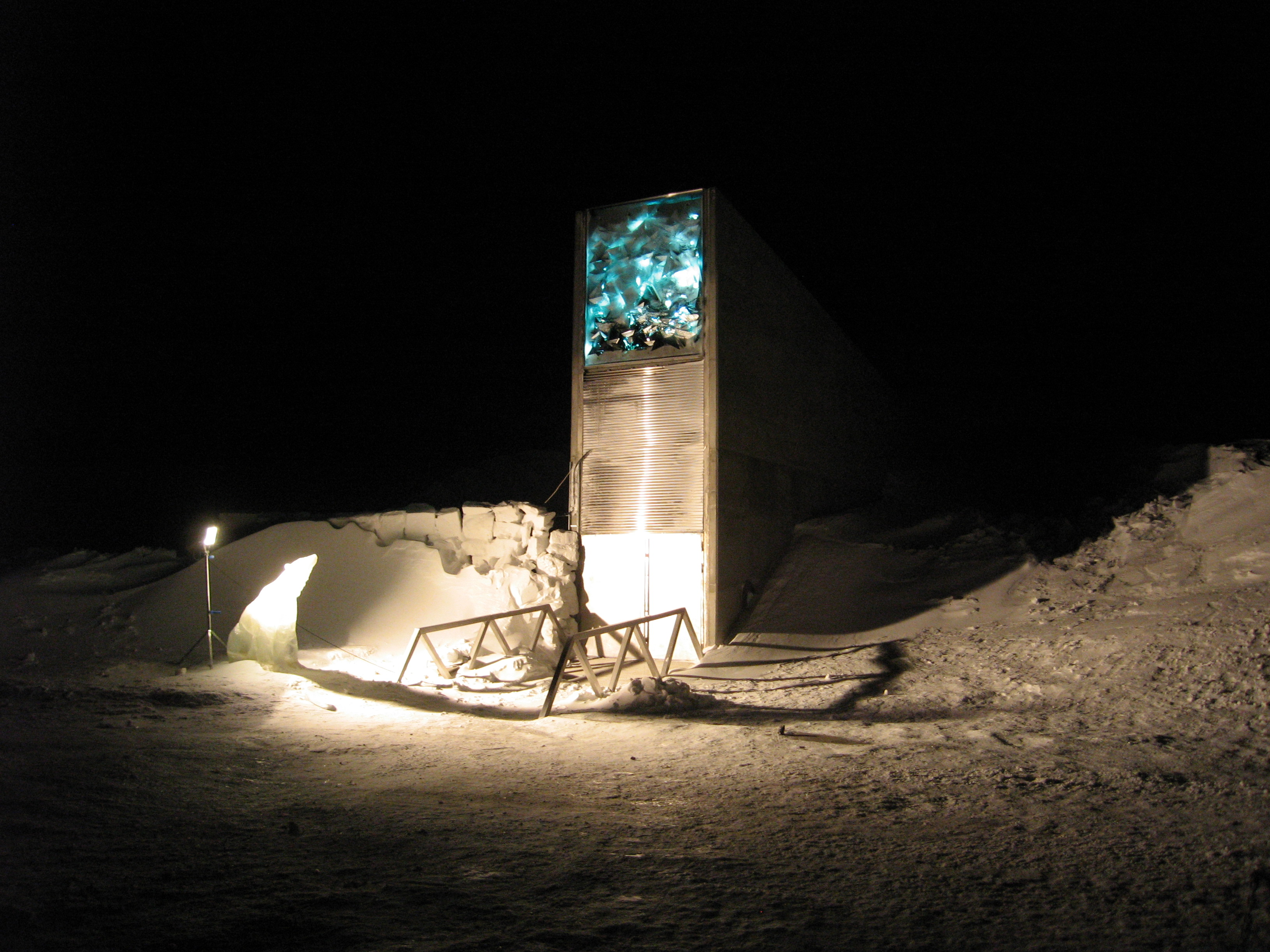
L'entrée de la réserve vue de nuit.

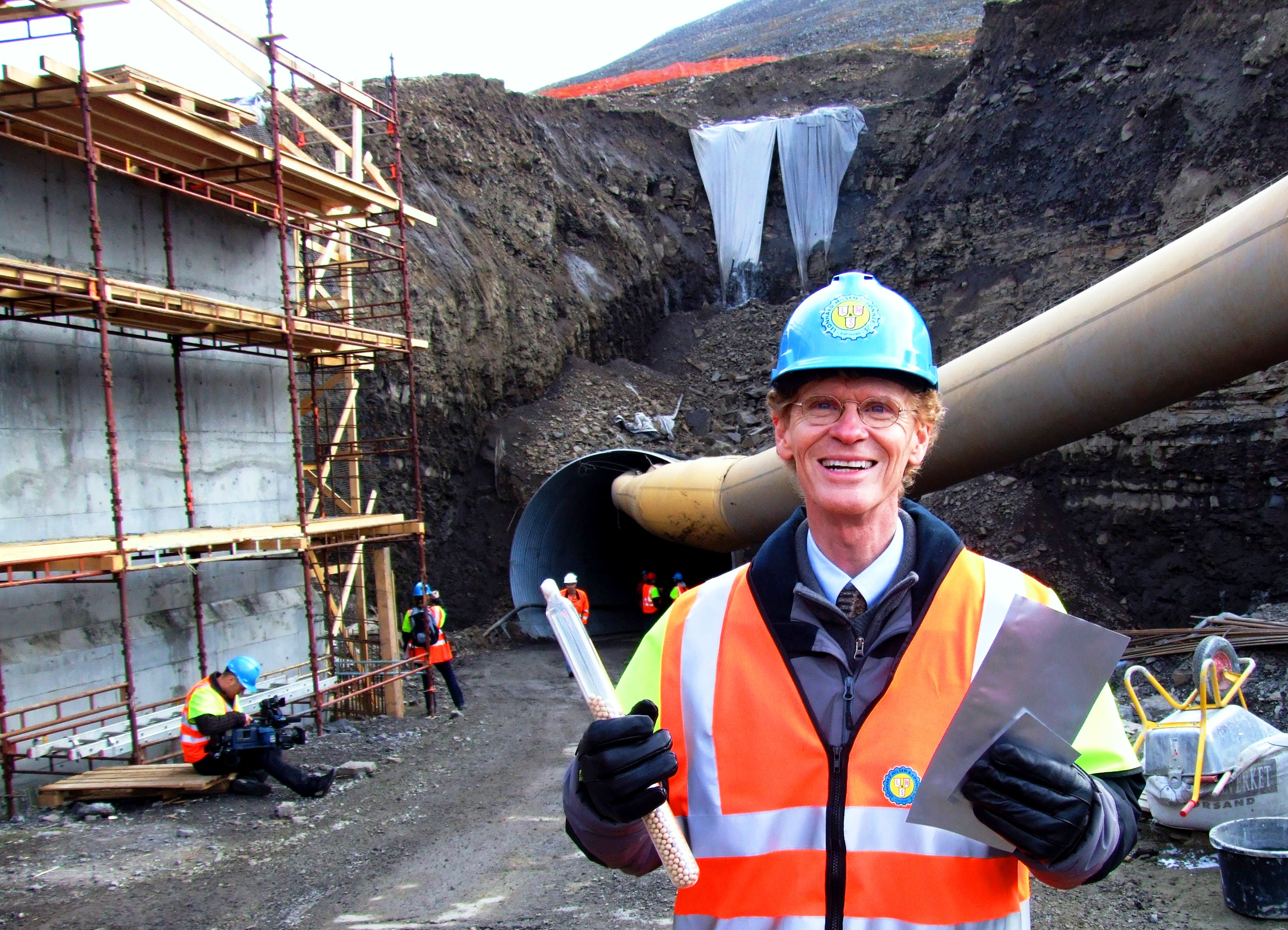
Cary Fowler durant la construction en 2007.

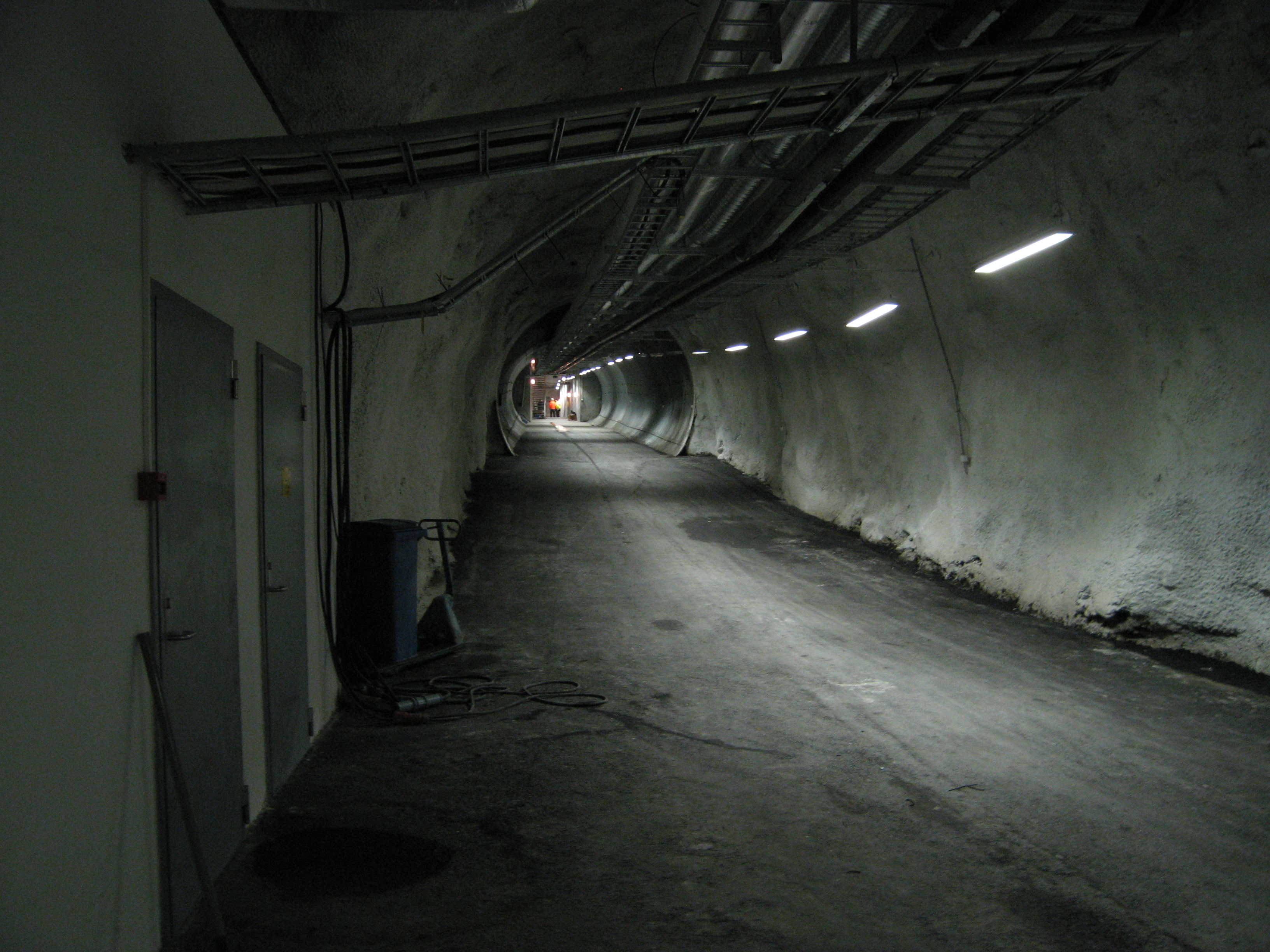
Tunnel d'entrée menant aux chambres fortes. Au fond, le portail d'entrée ; sur la gauche, des locaux de maintenance technique.

La « Banque de graines » a été creusée dans le flanc d'une montagne de grès, à 120 mètres de profondeur.
Un couloir de 100 m dessert trois salles de 27 m de long sur 9,5 m de large avec une surface de 256,1 m2 totalisant près de 1 500 m3 de volume de stockage. Cette chambre forte dispose de plusieurs systèmes de sécurité. Les graines sont conditionnées dans des paquets spéciaux à quatre plis scellés à chaud afin d'éviter les moisissures. Les installations sont gérées par la Banque génétique nordique, mais il n'y a pas de personnel permanent sur le site.
Le Spitzberg est considéré comme un lieu idéal par son absence d'activité tectonique et son permafrost, qui aide à la conservation. Sa situation, 130 mètres au-dessus du niveau de la mer, garantit que la chambre forte reste au sec même en cas de fonte des glaces et d'élévation du niveau des océans. Du charbon exploité localement fournit l'énergie pour les unités de réfrigération qui maintiennent les graines à  suivant les normes internationales de conservation. Même en cas de panne des équipements, il faudrait plusieurs semaines avant que la température ne remonte à −3 °C, température naturelle de la roche de la montagne environnante. Avant la construction, une étude de faisabilité a démontré que la chambre forte pourrait préserver les graines de la plupart des cultures alimentaires pendant des centaines d'années. Certaines graines, dont celles de cultures importantes, pourraient même survivre plus longtemps, sans doute des milliers d'années.
| Espèce                    | Temps de conservation (années) |
| ------------------------- | ------------------------------ |
| Orge                      | 2061                           |
| Pois chiche               | 2613                           |
| Niébé (Vigna unguiculata) | 5342                           |
| Laitue                    | 75                             |
| Maïs                      | 1125                           |
| Oignon                    | 413                            |
| Pois cultivé              | 9876                           |
| Mil à chandelle           | 1718                           |
| Riz                       | 1138                           |
| Sorgho commun             | 19890                          |
| Soja                      | 374                            |
| Tournesol                 | 55                             |
| Blé                       | 1693                           |

Mais l'idée n'est pas de laisser les semences vieillir pendant leur temps de conservation maximal. Le dépôt de Svalbard sert de sauvegarde aux semences conservées dans les dépôts de gènes standards dont les semences sont utilisées par les chercheurs. Quand le stock dans ces dépôts devient faible, ou trop ancien, les semences sont replantées et le stock renouvelé, et une partie des nouvelles graines est immédiatement envoyée au Svalbard, qui a toujours les semences les plus fraîches possibles. Les stocks du Svalbard sont donc régulièrement renouvelés, en moyenne au bout de quelques dizaines d'années.
Le Svalbard Global Seed Vault est ouvert officiellement depuis le 26 février 2008. Il est financé par diverses fondations dont la fondation Rockefeller, la fondation Gates et la fondation Syngenta mais aussi le gouvernement de Norvège, l'Australie, le Brésil, le Canada, la Colombie, l'Égypte, l'Éthiopie, l'Allemagne, l'Inde, l'Irlande, l'Italie, la Nouvelle-Zélande, l'Espagne, la Suède, la Suisse, le Royaume-Uni et les États-Unis, ainsi que divers organismes privés. On estime qu'environ 1,5 million de variétés différentes de graines de culture agricole existent encore de par le monde.
La diversité et le nombre de graines stockées au Spitzberg dépendront du nombre de pays qui participeront au projet. Mais les infrastructures ont une capacité de conserver 4,5 millions de graines. Les premières graines sont parties du port de Lagos (Nigeria). 7 000 variétés de semences de niébé, maïs, soja et pois de terre, soit 330 kilos répartis dans 21 caisses, qui sont les premières stockées dans la chambre forte au jour de l'inauguration, le 26 février 2008. En 2015, quelque 4 000 espèces sont représentées par plus de 840 000 échantillons,.

## Mission

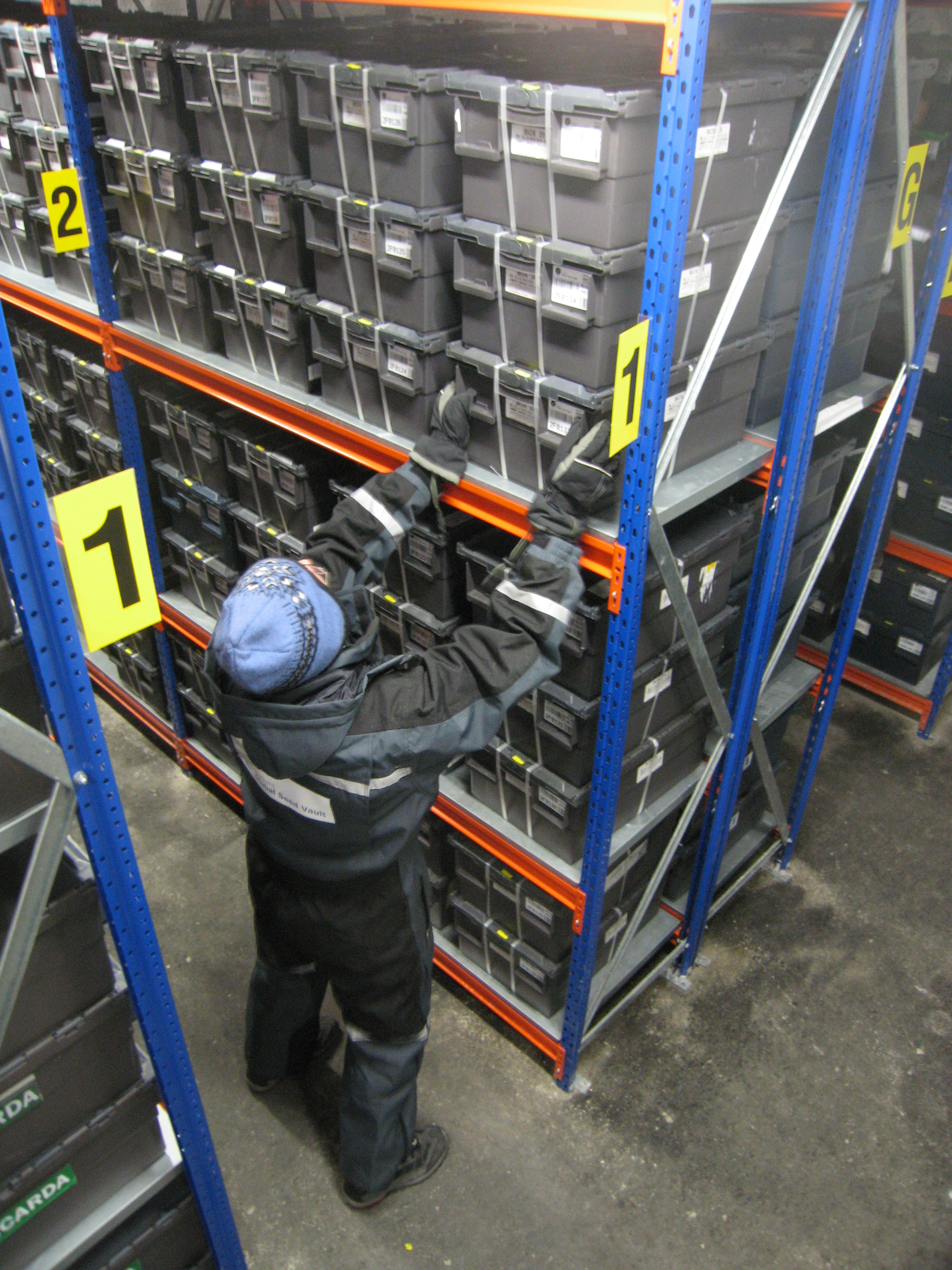
Étagères sur lesquelles s'alignent les contenants de semences.

La mission du Svalbard Global Seed Vault est de fournir une protection contre les pertes accidentelles de variétés dans les banques génétiques traditionnelles. Alors que les médias ont mis l'accent sur son utilité en cas d'accident ou de catastrophe régionale ou mondiale, elle sera certainement plus probablement mise à contribution en cas de perte sur une banque génétique locale, due à une mauvaise gestion, un accident, une défaillance des équipements, une perte de financement ou une catastrophe naturelle. De tels évènements se produisent assez régulièrement. Dans les années récentes, certaines banques génétiques ont aussi été détruites par des guerres ou des troubles civils. Il existe environ 1 400 collections de variétés de culture à travers le monde, mais beaucoup sont situées dans des zones instables politiquement ou dans un environnement menacé. Le rôle de préservation d'espèces du lieu lui vaut parfois le surnom d'« Arche de Noé végétale ».
En février 2019, la banque de graines du Svalbard conserve plus de 983 500 échantillons de graines des principales espèces alimentaires comme le maïs, le riz, le blé, le niébé, le sorgho, l'aubergine, la laitue, l'orge et la pomme de terre. Ce nombre augmente régulièrement, puisqu'il était de 864 000 fin 2016.
En 2024, 61 banques de semences ont déposé 64 331 échantillons de semences.